# Condamine (Ain)
Pour les articles homonymes, voir Condamine.
Condamine-la-Doye redirige ici.
Condamine (ou Condamine-la-Doye) est une commune française, située dans le département de l'Ain en région Auvergne-Rhône-Alpes.
Ses habitants s'appellent les Condaminois.

## Géographie

### Climat
Pour des articles plus généraux, voir Climat d'Auvergne-Rhône-Alpes et Climat de l'Ain.
En 2010, le climat de la commune est de type climat de montagne, selon une étude du CNRS s'appuyant sur une série de données couvrant la période 1971-2000. En 2020, Météo-France publie une typologie des climats de la France métropolitaine dans laquelle la commune est exposée à un climat de montagne ou de marges de montagne et est dans la région climatique Jura, caractérisée par une forte pluviométrie en toutes saisons (1 000 à 1 500 mm/an), des hivers rigoureux et un ensoleillement médiocre.
Pour la période 1971-2000, la température annuelle moyenne est de 9,4 °C, avec une amplitude thermique annuelle de 16,9 °C. Le cumul annuel moyen de précipitations est de 1 506 mm, avec 12 jours de précipitations en janvier et 8,7 jours en juillet. Pour la période 1991-2020, la température moyenne annuelle observée sur la station météorologique de Météo-France la plus proche, « Vieu », sur la commune de Vieu-d'Izenave à 3 km à vol d'oiseau, est de 9,4 °C et le cumul annuel moyen de précipitations est de 1 610,3 mm,. Pour l'avenir, les paramètres climatiques de la commune estimés pour 2050 selon différents scénarios d'émission de gaz à effet de serre sont consultables sur un site dédié publié par Météo-France en novembre 2022.

## Urbanisme

### Typologie
Au 1er janvier 2024, Condamine est catégorisée commune rurale à habitat dispersé, selon la nouvelle grille communale de densité à 7 niveaux définie par l'Insee en 2022.
Elle appartient à l'unité urbaine de Saint-Martin-du-Frêne, une agglomération intra-départementale dont elle est une commune de la banlieue,. La commune est en outre hors attraction des villes,.

### Occupation des sols
L'occupation des sols de la commune, telle qu'elle ressort de la base de données européenne d’occupation biophysique des sols Corine Land Cover (CLC), est marquée par l'importance des forêts et milieux semi-naturels (60,9 % en 2018), une proportion sensiblement équivalente à celle de 1990 (61,2 %). La répartition détaillée en 2018 est la suivante : 
forêts (60,9 %), zones agricoles hétérogènes (17,3 %), prairies (13,5 %), zones urbanisées (8,4 %).
L'évolution de l’occupation des sols de la commune et de ses infrastructures peut être observée sur les différentes représentations cartographiques du territoire : la carte de Cassini (XVIIIe siècle), la carte d'état-major (1820-1866) et les cartes ou photos aériennes de l'IGN pour la période actuelle (1950 à aujourd'hui).

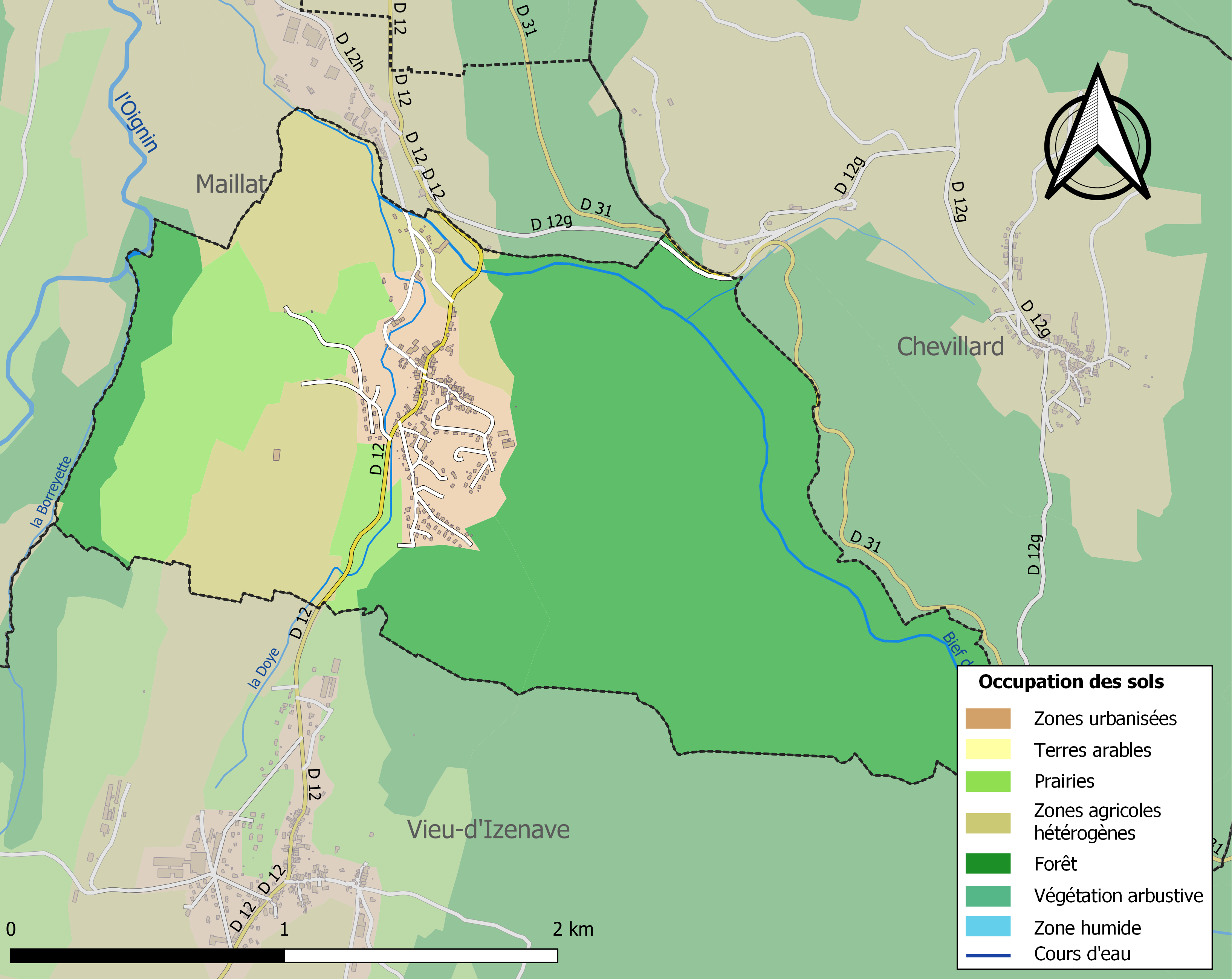
Carte des infrastructures et de l'occupation des sols de la commune en 2018 (CLC).

## Toponymie
De bas latin  *condominium désignant au Moyen Âge une terre, proche du château, réservée au seigneur et exempte de droits, ou quelquefois un terroir soumis à deux seigneurs.

## Politique et administration

### Découpage territorial
La commune de Condamine est membre de l'intercommunalité Haut-Bugey Agglomération, un établissement public de coopération intercommunale (EPCI) à fiscalité propre créé le 1er janvier 2014 dont le siège est à Oyonnax. Ce dernier est par ailleurs membre d'autres groupements intercommunaux.
Sur le plan administratif, elle est rattachée à l'arrondissement de Nantua, au département de l'Ain et à la région Auvergne-Rhône-Alpes. Sur le plan électoral, elle dépend du canton de Plateau d'Hauteville pour l'élection des conseillers départementaux, depuis le redécoupage cantonal de 2014 entré en vigueur en 2015, et de la cinquième circonscription de l'Ain pour les élections législatives, depuis le dernier découpage électoral de 2010.

### Administration municipale
| Période                                  | Période  | Identité               | Étiquette | Qualité                                |
| ---------------------------------------- | -------- | ---------------------- | --------- | -------------------------------------- |
| 1813                                     | 1815     | Michel Sève            |           |                                        |
| 1815                                     | 1844     | Jean Marie Mangier     |           |                                        |
| 1844                                     | 1848     | François Marie Sève    |           |                                        |
| 1848                                     | 1852     | Jean Baptiste Sève     |           |                                        |
| 1852                                     | 1855     | Jean Pierre Sève       |           |                                        |
| 1855                                     | 1860     | François Marie Boulier |           |                                        |
| 1860                                     | 1870     | François Marie Sève    |           |                                        |
| 1870                                     | 1881     | Jean Baptiste Sève     |           |                                        |
| 1881                                     | 1884     | Eugène Mangier         |           |                                        |
| 1884                                     | 1909     | Frédéric Mangier       |           |                                        |
| 1909                                     | 1912     | Florentin Goyffon      |           |                                        |
| 1912                                     | 1924     | Eugène Mangier         |           |                                        |
| 1924                                     | 1926     | Monneret               |           |                                        |
| 1986                                     | 2008     | Jean-François Mangier  |           |                                        |
| 2008                                     | 2014     | Jean Mangier           |           | Président de la communauté de communes |
| 2014                                     | mai 2020 | Gérard Bruyas          |           | Retraité salarié du secteur privé      |
| mai 2020                                 | En cours | Damien Vailloud        |           | Agriculteur sur petite exploitation    |
| Les données manquantes sont à compléter. |          |                        |           |                                        |

## Démographie
L'évolution du nombre d'habitants est connue à travers les recensements de la population effectués dans la commune depuis 1793. Pour les communes de moins de 10 000 habitants, une enquête de recensement portant sur toute la population est réalisée tous les cinq ans, les populations de référence des années intermédiaires étant quant à elles estimées par interpolation ou extrapolation. Pour la commune, le premier recensement exhaustif entrant dans le cadre du nouveau dispositif a été réalisé en 2005.
En 2022, la commune comptait 477 habitants, en évolution de +15,22 % par rapport à 2016 (Ain : +5,15 %, France hors Mayotte : +2,11 %).
| 1793 | 1800 | 1806 | 1821 | 1831 | 1836 | 1841 | 1846 | 1851 |
| ---- | ---- | ---- | ---- | ---- | ---- | ---- | ---- | ---- |
| 260  | 245  | 245  | 244  | 298  | 335  | 336  | 324  | 288  |

| 1856 | 1861 | 1866 | 1872 | 1876 | 1881 | 1886 | 1891 | 1896 |
| ---- | ---- | ---- | ---- | ---- | ---- | ---- | ---- | ---- |
| 325  | 279  | 237  | 228  | 263  | 316  | 341  | 316  | 274  |

| 1901 | 1906 | 1911 | 1921 | 1926 | 1931 | 1936 | 1946 | 1954 |
| ---- | ---- | ---- | ---- | ---- | ---- | ---- | ---- | ---- |
| 285  | 278  | 289  | 273  | 274  | 253  | 226  | 193  | 194  |

| 1962 | 1968 | 1975 | 1982 | 1990 | 1999 | 2005 | 2006 | 2010 |
| ---- | ---- | ---- | ---- | ---- | ---- | ---- | ---- | ---- |
| 206  | 182  | 148  | 194  | 248  | 285  | 353  | 362  | 404  |

| 2015 | 2020 | 2022 | - | - | - | - | - | - |
| ---- | ---- | ---- | - | - | - | - | - | - |
| 415  | 467  | 477  | - | - | - | - | - | - |

## Culture et patrimoine

### Lieux et monuments

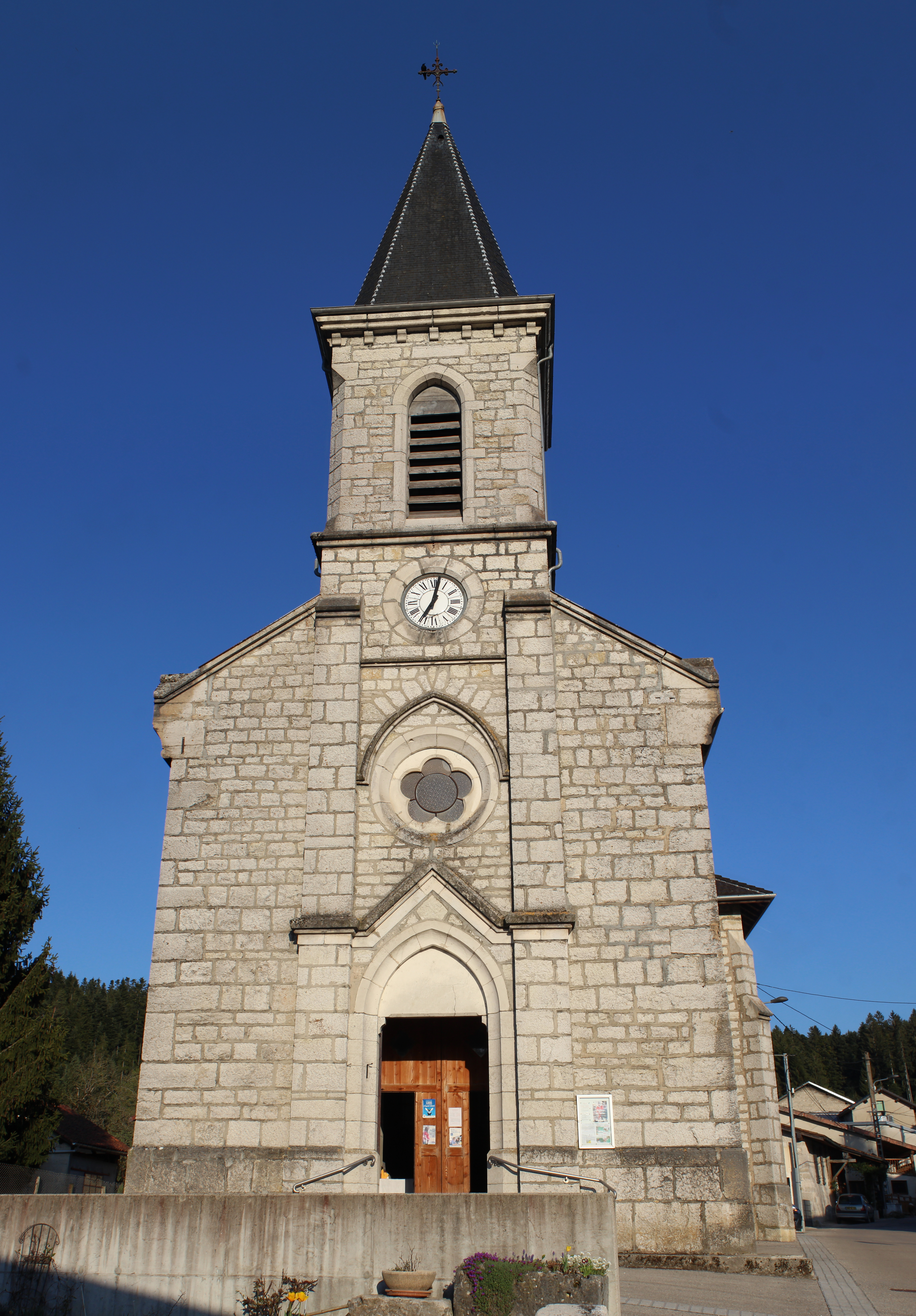
L'église Saint-Pierre.

- Église Saint-Pierre de Condamine.